# Élection présidentielle cap-verdienne de 1975
L’élection présidentielle cap-verdienne de 1975 (en portugais : Eleição presidencial em Cabo Verde em 1975) se tient le 5 juillet 1975 afin d'élire au suffrage indirect le président de la République du Cap-Vert.
L'assemblée nationale élit Aristides Pereira, qui devient le premier président du pays nouvellement indépendant.